# ديرمالوجيكا
شركة رعايه شخصيه امريكيه تقع في كارسون كاليوفورنيا، ولديها العديد من المنتجات كالمطهرات ومقشرات البشرة واحبار التقنية وعلاجات العيون
ومرطبات الجلد، وذلك تعمل أيضا على معالجة حب الشباب للمراهقين تمتلك شركة Dermologica استثمار اساسي في المملكة المتحده وولاياتها وكندا واستراليا والهند وباكستان وايرلندا وتباع في أكثر من 80 دوله حول العالم.

## التاريخ
في عام 1983 وصلت معالجة البشرة المدربه المختصه جين وورواند إلى لوس انجلوس، وبعدها بفتره قليله في جنوب افريقيا بقرابة ستة أشهر قد تولى ريمون وراند صديقها بالوقت ذاك (زوجها الحالي) وظيفة كممثل مبيعات لشركة صناعه تبيع معدات العناية بالبشرة.
وتم اعداد غرف صفيه في علاج الجلد وتمت اقامتها في صالة عرض لشركة تعليم الطلاب وعرض المعدات وتعزيزها، وبعد ان نجحت في هذه البرامج التعليمه حينها قام جين وراي خطه حتى يتم اكمال البرامج والدورات وعند نهاية عام 1983 اسس الزوجان مدرسه أصبحت أول معهد للامراض الجلديه (IDI) وكانت في مارين.
وبعد عامين قامت ورواند على تطوير المنتجات على ان تكون خاليه من المواد المهيجه مثل الانولين، كحول SD , زيوت معدنيه، الوان اصطناعيه والعطور وقد اتاها هذه الإلهام عن طريق طلبات طلابها ومن خلال النقص الذي رأته في بعض المنتجات الموجوده التي يمكن ان يتم استخدامها على البشرة والاستفادة من نتائجها، فقد كانت جين ورواند تعاني من التهاب جلد أو اكزيما شديد في البشرة.
وقد تم إنشاء منتج dermologica في عام 1986 المؤول عن العناية بالبشرة وتم عرضه في عدة اماكن مثل صالونات التجميل والمنتجعات الصحيه واماكن يتم تخزين مسلتلزمات التجميل وقد تكون معتمده.
وفي عام 2013حصلت الشركة على ما يقارب مئة الف معالج جلدي أو أكثر حول العالم بأكمله و22 مساحة في عدة مناطق مثل (أمريكا الشماليه، أوروبا، اسيا، أستراليا، افريقيا، الشرق الأوسط).
ومراكز تعلم حول العالم تعمل على تقديم التعليم الاستهلاكي والمهني وعلاجات مهنيه ومبيعات التجزئة وكل ذلك في نفس المكان وتعمل dermalogica على استمرار تشغيل المعهد الدولي للجلديه (IDI)
وهو مكان يتم تعليم الطلاب فيه كمزود للعناية بالبشرة من خلال 35 مركز للتدريب و 45 منتسبين دوليين حيث يعمل (IDI) على تدريب أكثر من 75000 معالج جلدي بأحترافيه وهو مسؤول عن البحث والتطوير في العلاجات.
وعتبارا من 1 أغسطس 2015 تعمل Dermalogica كشركه تابعه لشركة Unilevery plc.

## الجدل
وفي عام 2011 نشرت صحيفة the sunday times مقال يدعى«المراه التي بدأت العبادة» وذلك يرجع إلى علامه تجاريه معروفه شبيه بالعبادة.
حيث ان كانت Dermologica مرتبطه في علم الاجتماع وفي المقال قالت جين وراند: كان المفترض علينا ان نوقع على مستندات تؤكد وتعلن اننا لم ننتمي إلى علم الاجتماع.
وذلك بسبب في وجود ناس هنالك دائما كانو يبتسمون دائما وكانو يقولون الاشياء بشغف وحب كبير وبسبب ذلك الامور اعتقد علم الاجتماع اننا شكلا من غسيل الاموال وكنت استطيع ان ارى لماذا وذلك لاننا كنا نتحدث عن Dermalogica كأفراد قبيله في مهمه.

## جوائز ووسائل اعلام
واخيرا قد فازت شركة Dermalogica بالعديد من الجوائز المعترف بها وتشمل: in styie, Harperz bazar,new woman,beauty launchpad, cosmetic Executive women (CEW), Allure, American spa, American salon, sheckys
```
, 
[
https://en.m.wikipedia.org/wiki/Life_%26_Style_(magazine) Life and style
]
, the uk beauty awards, 
Vogue
, 
cool brand
 جوائز للنقابه.
[
7
]
```